# Distrito de San Antonio de Chuca
El distrito de San Antonio de Chuca es uno de los veinte distritos que conforman la provincia de Caylloma en el departamento de Arequipa, bajo la administración del Gobierno regional de Arequipa, en el sur del Perú.
Desde el punto de vista jerárquico de la Iglesia católica forma parte de la Arquidiócesis de Arequipa.

## Historia

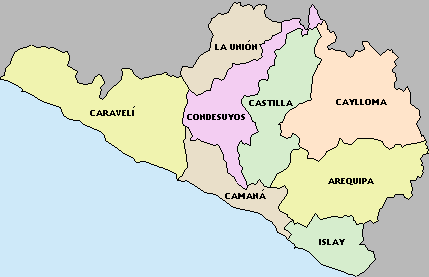
Provincias de Arequipa.

El distrito fue creado mediante Ley No.10011 del 14 de noviembre de 1944, en el gobierno del Presidente Manuel Prado Ugarteche.

## División administrativa
El área total del distrito de 1 531,27 km², distribuidos entre anexos.

### Anexos
- San Antonio de Chuca
- Pillones
- Pillone
- Vincocaya
- Colca Huallata
- Imata
- Vizcachani
- Alto Paracayco

## Población
La población actualmente es de 1 415 habitantes.

## Autoridades

### Municipales
- 2019-2022
  - Alcalde: Luis Enrrique Barreda Vilcape, del Movimiento Arequipa Renace.
  - Regidores: Eugenio Muñoz Cabana, Gabino Fernando Choque Benavente, Lucia Mollapaza Arviri, Silverio Velásquez Quispe, Wily Macedo Medina.
- 2015-2018
  - Alcalde: Claudio Bernardino Apaza Velásquez.
- 2023-2026

- - Alcalde: Claudio Bernardno Apaza Velasquez.

### Turismo
- Bosque de piedras Mauca Arequipa
- Laguna del Indio
- Caídas de agua en Pillone y Pillones
- Bosque de Piedras de Chocco
- Aguas Termales de Chuca
- Ojos de Laura, cuenca naciente del Río Chili
- Mirador Tromposani de Imata

## Festividades
- Jesús Nazareno.
- Cruz de Mayo.
- Santa Rosa de Lima.
- 14 de Noviembre - Aniversario